# Euxoa hemispherica
Euxoa hemispherica is een vlinder uit de familie uilen (Noctuidae). De wetenschappelijke naam is voor het eerst geldig gepubliceerd in 1903 door Hampson.
De soort komt voor in Europa.